# 雷·福斯特
雷蒙德·羅伯特·福斯特 QSO（1922年6月19日—2000年7月1日）是一名紐西蘭蛛形動物學家和博物館館長。他是紐西蘭昆蟲學會會士。

## 生平
福斯特於1922年6月19日出生於紐西蘭黑斯廷斯，曾就讀於威靈頓維多利亞大學，並獲得理學士、理學碩士（榮譽）和理學博士學位。
1940年至1947年，福斯特在紐西蘭國立博物館擔任昆蟲學家，二戰期間因服兵役而中斷。1942年至1945年間，他先在軍隊服役，後來成為海軍雷達機械師。1948年，他被任命為坎特伯雷博物館的動物學家和助理館長。1957年，他被調到奧塔哥博物館擔任館長一職。他於1987年退休。
福斯特17歲時就撰寫了第一篇關於蜘蛛的論文。在他的職業生涯中，以他的名字發表了100多篇科學論文和論文集，其中包括與國際同行合著的六卷本《紐西蘭蜘蛛》（Spiders of New Zealand）。他也出版了《陸地小動物》（Small Land Animals），並與人合著了《紐西蘭蜘蛛簡介》（NZ Spiders, An Introduction）。他的大部分工作都是與妻子琳·福斯特合作完成的，琳·福斯特是紐西蘭著名的蜘蛛學家。
他對紐西蘭數千種本地蜘蛛進行了研究和分類，並負責建立奧塔哥博物館的蜘蛛收藏館。
2000年7月1日，福斯特於但尼丁逝世，享壽78歲。

## 榮譽
1961年，福斯特獲選為紐西蘭皇家學會會士，並獲得該學會的兩項榮譽：1971年的赫頓獎章和1983年的赫克托獎章。福斯特也獲選為紐西蘭昆蟲學會會士。
1978年，奧塔哥大學授予福斯特榮譽科學博士學位。
1977年，福斯特被授予英國女王伊麗莎白二世銀禧獎章。1984年，他因公共服務獲得女王服務勳章。